# Kapsaicyna
Kapsaicyna – organiczny związek chemiczny odpowiedzialny za ostry, piekący smak papryki chili. Pomimo że nie jest typowym alkaloidem, zazwyczaj przypisywany jest do tej grupy związków. Działa na receptory bólu (nocyceptory), powodując uczucie pieczenia i ostrości w jamie ustnej.
Ilość kapsaicyny w danej potrawie lub produkcie (czyli jego ostrość) jest mierzona w skali Scoville’a (w skrócie: SHU) i dla czystej kapsaicyny wynosi 16 000 000 SHU (dla porównania klasyczny sos Tabasco ma 2500–5000 SHU). Już 1–2 mg/kg żywności nadaje jej intensywną pikantność.

## Otrzymywanie
Do celów przemysłowych kapsaicynę ekstrahuje się z papryki rocznej (Capsicum annuum), tzw. „czerwonej” lub z papryki chili.

## Właściwości
Kapsaicyna i jej pochodne nie są rozpuszczalne w wodzie, lecz tylko w alkoholu i tłuszczach. Ze względu na to, że większość ostrych potraw zawdzięcza swój pikantny smak kapsaicynoidom, próby uśmierzenia uczucia pieczenia po ich spożyciu przy pomocy płynów lub płukania jamy ustnej wodą mogą przynieść zupełnie odwrotny skutek niż pożądany roznosząc kapsaicynę po dłuższym odcinku przewodu pokarmowego. Znacznie lepsze rezultaty uśmierzające można uzyskać przez płukanie ust dowolnym, ciekłym tłuszczem roślinnym lub wypicie szklanki tłustego mleka. Dobre rezultaty przynosi też zjedzenie lodów. Alkohol, ze względu na swoje rozpuszczające właściwości, okazuje się również skuteczny.
Analogiczne do kapsaicyny związki, zwane kapsaicynoidami, o bardzo zbliżonej strukturze chemicznej, są odpowiedzialne za ostry smak pieprzu czarnego, ostrej papryki, kurkuminy i wielu innych ostrych przypraw korzennych. Związki te to m.in.:
- 7-metylo-N-wanilino-oktamidy;
- 9-metylo-N-wanilino-dekamidy.

Wszystkie one są jednak mniej efektywne od samej kapsaicyny w sensie nadawania potrawom pikantnego smaku.
Uczucie palenia i bólu związane ze spożywaniem kapsaicyny wynika z jej bezpośredniej interakcji z neuronami układu nerwowego. Kapsaicyna, będąca jednym z alkaloidów z grupy waniloidów, łączy się z receptorem wanilinoidowym podtypu 1 (TRPV1), który pełni funkcję transmembranowego kanału jonowego neuronów. TRPV1, który jest zwykle stymulowany przez ciepło lub mechaniczne uszkodzenie ciała, umożliwia kationom sodu i potasu przenikanie przez błonę komórkową do wnętrza komórek. Skutkiem tego jest depolaryzacja komórek i wysyłanie przez nie fali sygnałów do mózgu, które są odbierane jako wrażenie ciepła i bólu. Przyłączenie cząsteczek kapsaicyny do receptorów TRPV1 skutkuje podobnym ich uruchomieniem, jak ma to miejsce w czasie spożywania zbyt gorących potraw.
Kapsaicyna nie powoduje jednak żadnych trwałych uszkodzeń tkanek – pobudza tylko komórki nerwowe w dokładnie ten sam sposób, jak rzeczywiste uszkodzenia tkanek na skutek urazu mechanicznego lub poparzenia. Jej działanie toksyczne w zbyt dużych dawkach wynika tylko z nadmiernego porażania układu nerwowego i zakłócania jego normalnego funkcjonowania.

## Zastosowanie

### Żywność
Kapsaicyna jest przede wszystkim stosowana jako dodatek nadający żywności pikantny smak. W małych stężeniach, stosowanych w przemyśle spożywczym związek ten jest uznawany za nieszkodliwy, a niektóre źródła podają nawet jego korzystny wpływ na zdrowie. Używana jest jako barwnik oraz przyprawa. Jest również składnikiem karmy dla drobiu.
Czystej kapsaicyny nie można jednak nabyć jako przyprawy, ze względu na jej toksyczność w większych dawkach. Jest ona jednak często stosowana przez producentów sosów, przypraw oraz gotowej żywności, gdyż syntetyczna kapsaicyna jest znacznie tańsza od sproszkowanej papryki chili. Produkcja żywności z użyciem czystej kapsaicyny wymaga jednak bardzo drobiazgowej kontroli jej dozowania. Dodawanie kapsaicyny do żywności zostało zakazane przez Unię Europejską, jednak może być ona obecna np. w ekstrakcie z papryki (E160c).

### Medycyna
Kapsaicyna jest stosowana zewnętrznie jako lek rozgrzewający stawy i mięśnie (głównie pod postacią maści i plastrów). Zwykle jest ona dodawana do specyfików w formie ekstraktu z papryki chili.
W 2006 opublikowano artykuł, w którym przedstawiono potencjalne zastosowanie tej substancji w leczeniu raka prostaty. Naukowcy z Nottingham University wykazali, że kapsaicyna pobudza komórki nowotworowe (konkretnie komórki raka prostaty) do apoptozy (samozniszczenia), atakując ich mitochondria (które odpowiadają za wytwarzanie energii). Także inne spokrewnione z kapsaicyną związki (tzw. waniloidy) potrafią specyficznie wiązać się z komórkami nowotworowymi, nie uszkadzając zdrowych.

### Broń chemiczna
Kapsaicyna jest stosowana w niezabijającej broni chemicznej – rozmaitych aerozolach i proszkach (tzw. gaz pieprzowy) służących do rozganiania tłumów lub samoobrony.

## Historia
Kapsaicyna została po raz pierwszy wyodrębniona w czystej formie krystalicznej i opisana w 1876 roku przez amerykańskiego chemika Johna Clougha Thresha (1850–1932).
W 2007 firma Blair's Death Sauces w ramach eksperymentu wypuściła na rynek czystą kapsaicynę w buteleczce o objętości 1 ml. Wyprodukowano zaledwie 999 egzemplarzy produktu nazwanego „Blair’s 16 Million Reserve”. Stężenie zawartej w nim kapsaicyny jest takie, że należy (w celach bezpieczeństwa) otwierać produkt w specjalnych rękawicach i goglach ochronnych. Nie jest przeznaczony do spożycia, może okazać się śmiertelny dla osób chorych na astmę oskrzelową oraz bardzo niebezpieczny przy kontakcie z wrażliwymi częściami ciała.

## Zagrożenia
W dużych stężeniach kapsaicyna jest śmiertelną trucizną. Symptomy przedawkowania to kłopoty z oddychaniem, sina skóra i konwulsje. Naturalnie występujące stężenia tego związku w ostrych przyprawach i żywności są jednak znacznie poniżej granicznej dawki śmiertelnej. Zbyt wysokie stężenie tego związku w żywności powoduje taką jej pikantność, że uniemożliwia to jej spożycie przez większość ludzi, w związku z tym przypadki zatruć kapsaicyną są niezmiernie rzadkie.